# Torre de vigilancia de Jaraco
La torre de vigilancia de Jaraco, se encuentra a unos 2 km en línea recta de la playa y aproximadamente a 400 metros de la actual carretera comarcal Nazaret-Oliva o antiguo Camino Real de Madrid a Valencia; en el margen derecho del río Vaca o Jaraco, en un paraje conocido como el Gorg.
Está declarado Bien de Interés Cultural según consta en la Dirección General de Patrimonio Cultural de la Consejería de Turismo, Cultura y Deportes de la Generalidad Valenciana, con el número de anotación ministerial: R-I-51-0010818 y fecha de anotación 21 de agosto de 2002.

## Descripción histórico-artística
Se la considera una más de las trece torres de vigilancia costera que fueron mandadas construir, en 1575, por Vespasiano Gonzaga, virrey de Valencia, siguiendo órdenes de Felipe II, con la finalidad de organizar la defensa del litoral valenciano ante los ataques turcos y berberiscos (los cuales desembarcaban en las costas invadiéndolas, arrasando los cultivos, saqueando los pueblos y llevándose cautivos, con la ayuda de los moriscos descontentos que en ocasiones se marchaban con ellos). Su sistema defensivo era regulado por ordenanzas que se mantuvieron durante los siglos XVI y XVII. Con esta torre en concreto, se podía llegar a controlar la zona comprendida entre la Torre de Alfándec de Tabernes de Valldigna y la que existía en el Grao de Gandía, hoy desaparecida.
Es un torreón de planta cilíndrica, ligeramente troncocónico, que presenta un apreciable talud o escarpadura en su base y se alza a 7,40 metros, aunque está derruida en su parte superior, lo cual lleva a pensar originariamente sería de mayor altura. El material de fabricación es la mampostería utilizando piedras y cantos rodados propios de la zona. Tenía tres plantas y el acceso a las mismas se hacía a ras de suelo, a través de una puerta con arco de medio punto y dovelas de sillería. Encima de la puerta se abría una amplia ventana que tenía matacán, hoy desaparecido, y mientras que en la parte posterior, aún conserva dos pequeñas aspilleras.
En los años 80, la Torre de vigilancia fue restaurada, desinteresadamente, por un grupo de vecinos.